# 아사오카 루리코
아사오카 루리코(일본어: 浅丘ルリ子, 1940년 7월 2일 ~)는 일본의 배우이다. 본명은 아사이 노부코(浅井 信子)이며 별명은 루리루리이다. 만주국 신징(현: 창춘시)에서 태어났으며 1954년 영화 《미도리하루카니》로 데뷔했다.

## 수상
- 제6회 골든 애로상 대상 (1968년)
- 제21회 키네마 준보 여우주연상 (1975년)
- 제30회 마이니치 영화 콩쿠르 여우연기상 (1975년)
- 2002년 자수훈장

## 출연 작품

### 영화
- 1955년 《미도리하루카니》
- 2006년 《박사가 사랑한 수식》
- 2010년 《진 왈츠》

### 드라마
- 1968년 《료마가 간다》
- 2003년 《수박》
- 2007년 《섹시 보이스 앤 로보》
- 2009년 《소공녀 세이라》

## 같이 보기
- 아마카스 마사히코